# Eubischofimyia analis
Eubischofimyia analis là một loài ruồi trong họ Tachinidae.